# Вулиці Можги

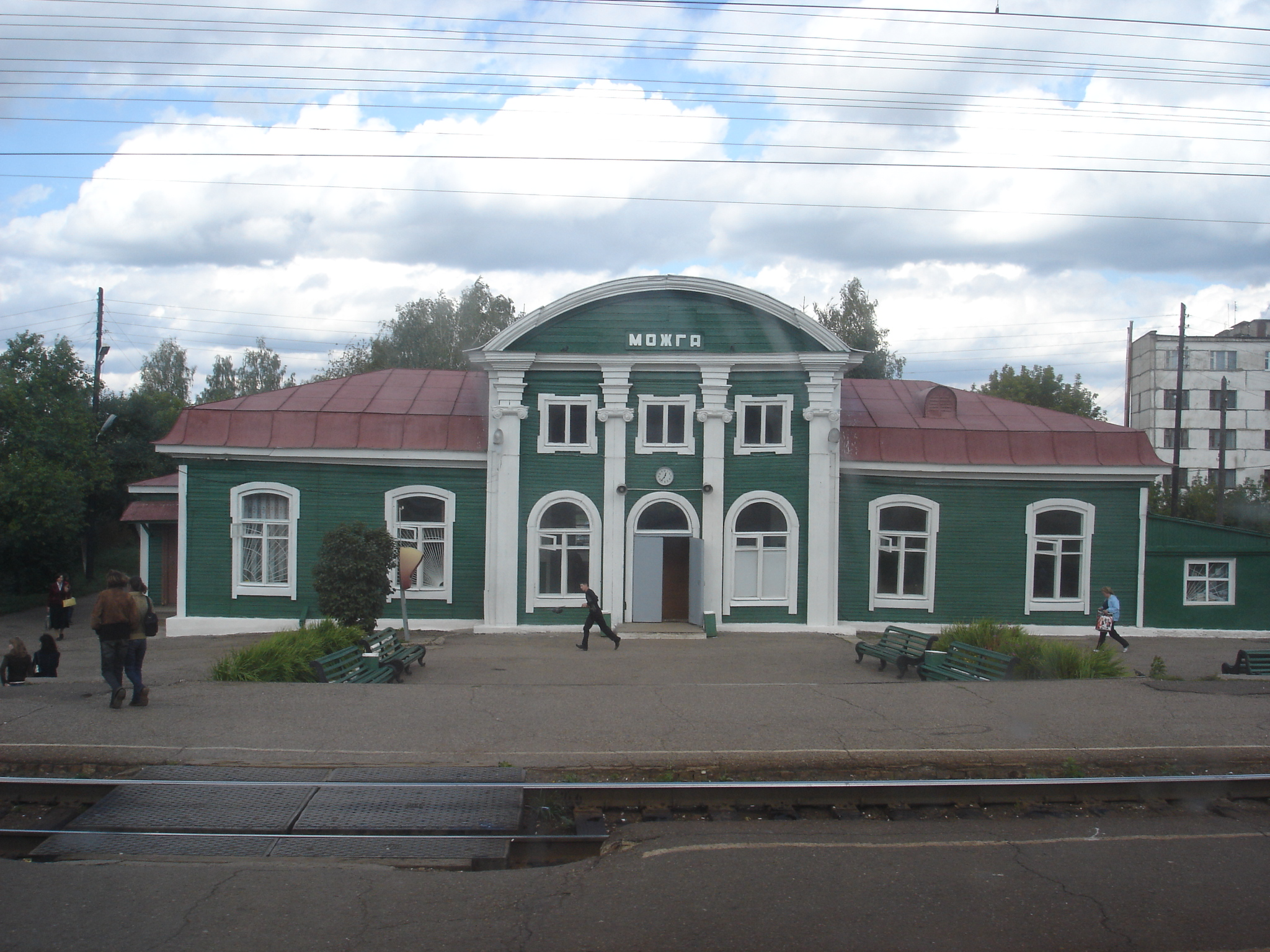
Залізничний вокзал у Можзі

Можга (рос. Можга, удм. Можга) — місто на південному заході Удмуртської Республіки Росії, яке утворює окремий міський округ, водночас є адміністративним центром Можгинського району. На цій сторінці перераховані вулиці Можги.

## Вулиці
- 40 років Перемоги
- 60 років Жовтня
- 8 березня
- Авангардна
- Автомобільна
- Автострадна
- Азіна
- Алнаська
- Аркадія Гайдара
- Бабкіна
- Байбородова
- Березова
- Блінова
- Будівників
- Бузкова
- В.Толстої
- Верхня
- Весняна
- Вешнякова
- Виль-Урам
- Вишнева
- Вільхова
- Вішурська
- Вокзальна
- Ворошилова
- В'ятська
- Гагаріна
- Горбунова
- Дальня
- Дачна
- Дерюгіна
- Джерельна
- Дзержинського
- Дитяча
- Дружби
- Дубительська
- Енергетиків
- Єдності
- Єлабузька
- Жовтнева
- Жовтня
- Заводська
- Залізнична
- Зарічна
- Західна
- Зв'язку
- Зелена
- Івана Грилова
- Івана Бистрих
- Іжевська
- Інтернаціональна
- Казанська
- Калініна
- Карбишева
- Квіткова
- Кільцева
- Кірова
- Комарова
- Комсомольська
- Короленка
- Космонавтів
- Котовського
- Крестьянникова
- Крилова
- Леніна
- Лермонтова
- Лісова
- Ліспромгоспу
- Лучна
- Магістральна
- Максима Горького
- Маяковського
- Менделеєва
- Металістів
- Механізації
- Миру
- Мічуріна
- Можгинська
- Молодіжна
- Набережна
- Нагірна
- Наговіцина
- Надії
- Нафтовиків
- Нововокзальна
- Озерна
- Орджонікідзе
- Партизанська
- Перемоги
- Першотравнева
- Питомна
- Південна
- Північна
- Підлісна
- Піонерська
- Польова
- Праці
- Привокзальна
- Пролетарська
- Пугачова
- Пушкіна
- Пушкінська
- Радянська
- Районна
- Редукторна
- Робітнича
- Рупасова
- Сабурова
- Садова
- Санаторна
- Світла
- Свободи
- Сінна
- Сонячна
- Соснова
- Союзна
- Стахановська
- Степана Пустошинцева
- Студентська
- Сургутська
- Східна
- Сюгаїльська
- Сюгинська
- Тельмана
- Торф'яна
- Трав'яна
- Тургенєва
- Удмуртська
- Уральська
- Устюжанина
- Фалалеєва
- Фрунзе
- Цегляна
- Центральна
- Чайковського
- Чапаєва
- Чебершурська
- Червона
- Червоноармійська
- Чехова
- Чкалова
- Шевченка
- Ювілейна
- Ягідна

## Площі
- Базарна

## Бульвари
- 50 років Перемоги
- Горобиновий
- Свердловський

## Провулки
- Автодорожний
- Базарний
- Базовий
- Безіменний
- Бібліотечний
- Водокачний
- Вокзальний
- Ворошилова
- Дачний
- Дорожній
- Дубительський
- Елеваторський
- Жовтневий
- Заводський
- Зарічний
- Заставковий
- Зв'язку
- Казанський
- Калініна
- Кіршина
- Ключовий
- Кооперативний
- Крупської
- Лінійний
- Липневий
- Лучний
- Максима Горького
- Набережний
- Наговіцина
- Нафтовиків
- Некрасова
- Новий
- Парковий
- Питомний
- Південний
- Північний
- Придорожній
- Пролетарський
- Промисловий
- Профспілковий
- Радгоспний
- Річковий
- Селищний
- Ставковий
- Станційний
- Столярний
- Сюгинський
- Травневий
- Тракторний
- Тупиковий
- Урожайний
- Навчальний
- Фруктовий
- Фурманова
- Чапаєва
- Чебершурський
- Червоний
- Червоноармійський
- Широкий
- Шкільний

## Заїзди
- Івана Бистрих
- Західний
- Консервний
- Піщаний
- Праці
- Тихий
- Фалалеєва
- Фруктовий
- Чехова
- Ягідний

## Проїзди
- Азіна
- Будівників
- Гайовий
- Герцена
- Гоголя
- Дорожній
- Дубовий
- Заміський
- Зарічний
- Західний
- Івана Бистрих
- Квартальний
- Клубний
- Ключовий
- Короленка
- Короткий
- Крилова
- Ливарний
- Лікарняний
- Лінійний
- Машинобудівників
- Маяковського
- Межевий
- Меліораторів
- Модельний
- Некрасова
- Північний
- Піщаний
- Поштовий
- Радянський
- Разіна
- Рєпіна
- Санаторний
- Свердлова
- Селищний
- Сінний
- Сосновий
- Спортивний
- Ставковий
- Стахановський
- Столярний
- Суворова
- Сюгаїльський
- Торф'яний
- Транспортний
- Тургенєва
- Навчальний
- Фабричний
- Фруктовий
- Цегляний
- Центральний
- Чехова
- Чкалова
- Щорса
- Ягідний